# Saravuth Parthipakoranchai
Saravuth Parthipakoranchai (Bangkok, Tailandia; 10 de abril de 1947 – 24 de marzo de 2024) fue un futbolista tailandés que jugó en la posición de guardameta.

## Carrera

### Club
| Periodo   | Club              |
| --------- | ----------------- |
| 1966-1968 | Bangkok Bank FC   |
| 1969-1976 | Customs United FC |
| 1977-1978 | Osotspa FC        |

### Selección nacional
Jugó para Tailandia en 15 ocasiones de 1966 a 1976, participó en la Copa Asiática de 1972 y en los Juegos Olímpicos de México 1968.